# آفتاب‌پرست کوتوله
آفتاب‌پرست کوتوله (نام علمی: Brookesia minima) نام یک گونه از تیره آفتاب‌پرست است.